# Assas
Assas (okzitanisch: Assàs) ist eine französische Gemeinde mit 1.430 Einwohnern (Stand: 1. Januar 2022) im Département Hérault in der Region Okzitanien. Sie gehört zum Arrondissement Lodève und zum Kanton Saint-Gély-du-Fesc. Die Einwohner werden Assadins genannt.

## Geographie
Assas liegt etwa zehn Kilometer nördlich von Montpellier. Umgeben wird Assas von den Nachbargemeinden Saint-Mathieu-de-Tréviers im Norden, Guzargues im Osten und Nordosten, Teyran im Osten und Südosten, Clapiers im Süden und Südwesten, Prades-le-Lez und Saint-Vincent-de-Barbeyrargues im Westen sowie Le Triadou im Nordwesten. Die sehr aufgelockerte Siedlungsstruktur im Westen der Gemeinde ist mit derjenigen von Saint-Vincent-de-Barbeyrargues zusammengewachsen.

## Bevölkerungsentwicklung
| Jahr                       | 1962 | 1968 | 1975 | 1982 | 1990 | 1999 | 2006 | 2012 | 2020 |
| Einwohner                  | 352  | 352  | 506  | 815  | 992  | 1305 | 1483 | 1505 | 1483 |
| Quellen: Cassini und INSEE |      |      |      |      |      |      |      |      |      |

## Sehenswürdigkeiten
- romanische Kirche Saint-Martial aus dem 11./12. Jahrhundert, seit 1987 Monument historique
- Schloss Assas aus dem 18. Jahrhundert, auf den Resten der früheren Burganlage errichtet
- Reste der früheren Befestigung
- alter Ortskern

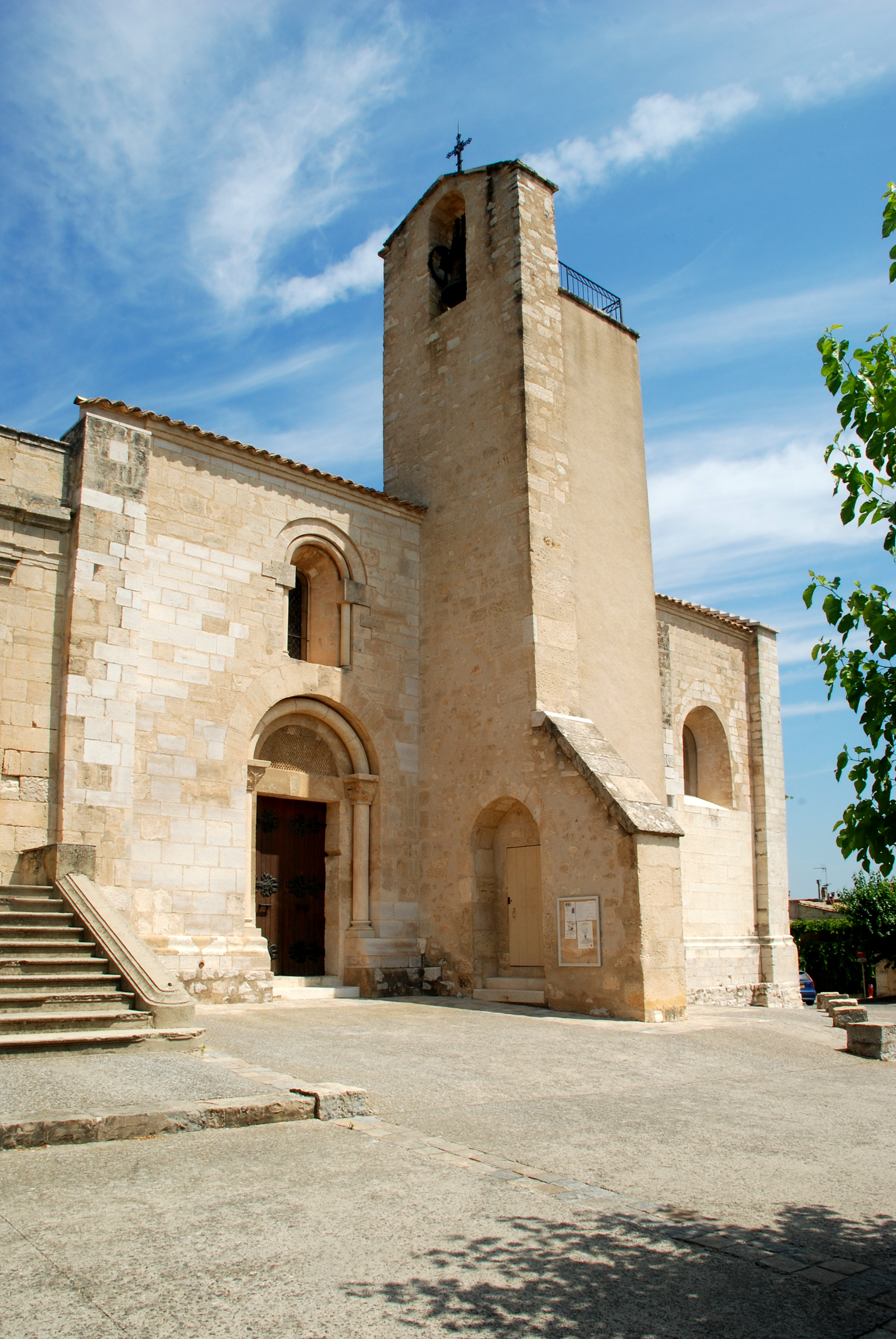
Kirche Saint-Martial
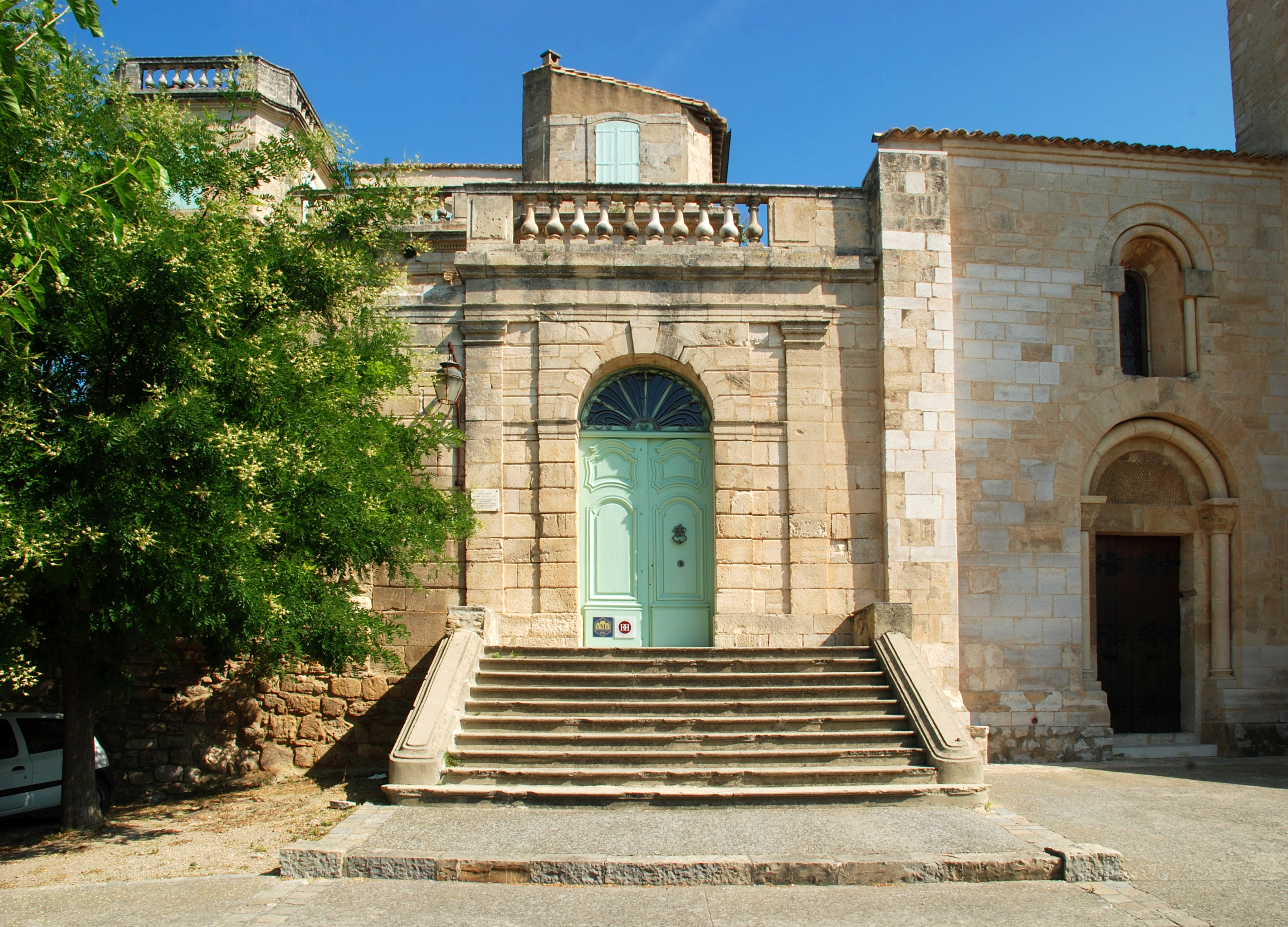
Schloss Assas
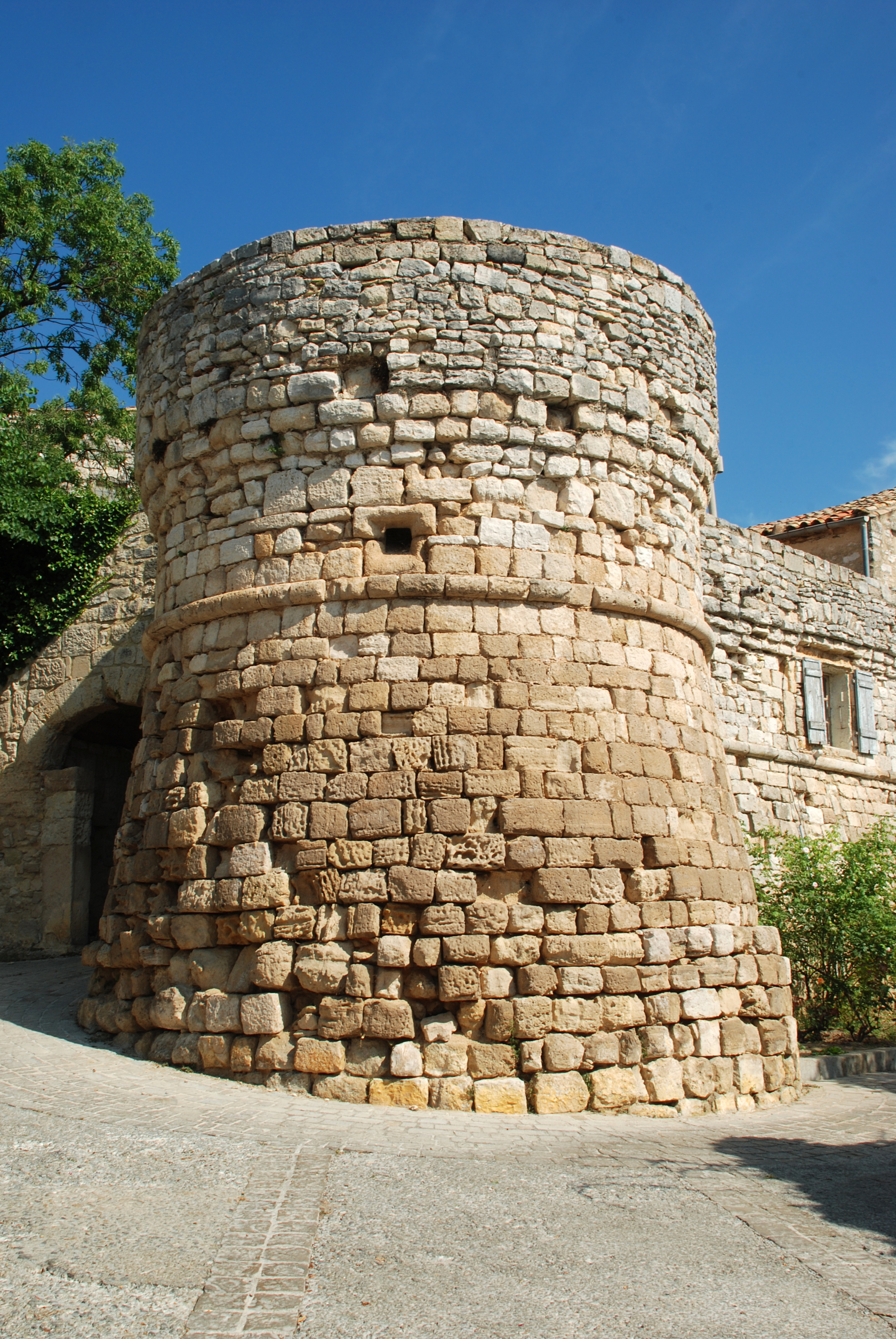
Turm der früheren Ortsbefestigung